# Metzia alba
Metzia alba är en fiskart som först beskrevs av Nguyen, 1991.  Metzia alba ingår i släktet Metzia och familjen karpfiskar. IUCN kategoriserar arten globalt som otillräckligt studerad. Inga underarter finns listade i Catalogue of Life.